# Comunità montana dei Sibillini
Comunità montana dei Sibillini – wspólnota jedenastu gmin, obejmująca obszar górski i podgórski, w regionie administracyjnym Marche, w środkowych Włoszech.
Comunità montana dei Sibillini rozciąga się na terytorium prowincji Ascoli Piceno i prowincji Fermo, na granicy z prowncją Macerata, zajmuje powierzchnię 417,49 km² i liczy około 16 000 mieszkańców. Od zachodu graniczy z górami Sibillini i obejmuje doliny gòrnych biegòw rzek: Tenna, Aso i Tesino. Najniższy punkt obszaru wspólnoty znajduje się na wysokości 200 m n.p.m., u podnòża Santa Vittoria in Matenano, najwyższy w gminie Montemonaco, na szczycie gòry Monte Vettore, na wysokości 2476 m n.p.m. Część obszaru wspólnoty należąca do gmin Amandola, Montefortino i Montemonaco, położona jest na terytorium Parku Narodowego Monti Sibillini.
Siedziba wspólnoty znajduje się w miejscowości Comunanza. Wspólnota została powołana do życia ustawą regionalną z dnia 6 czerwca 1973, a swoją obecną nazwę przyjęła 26 listopada 1974.
Głównym celem  wspólnoty jest wspieranie rozwoju społeczno-gospodarczego regionu. Inne zadania obejmują rozwój turystyki, ochronę przyrody oraz ochronę i zachowanie dziedzictwa kulturowego

## Gminy członkowskie
| Prowincja Ascoli Piceno - Comunanza - Force - Montedinove - Montemonaco - Rotella | Prowincja Fermo - Amandola - Montefalcone Appennino - Montefortino - Montelparo - Santa Vittoria in Matenano - Smerillo |